# Miguel Barrachina
Miguel Barrachina Ros (Segorbe, Castellón, 30 de enero de 1969). Diputado en las Cortes Valencianas y portavoz del Grupo Popular.

## Biografía
Barrachina es licenciado en Ciencias Económicas y Empresariales, especializado en Sector Público por la Universidad de Valencia. Ha trabajado en la Administración Local como Interventor-Tesorero del Ayuntamiento castellonense de Bechí. Está casado y tiene dos hijos.

### Actividad política
Tras las elecciones del 28 de mayo de 2023, es Portavoz o Sindic del Grupo Parlamentario Popular en Corts Valencianes, -Sindic o Sindico es la denominación oficial e histórica valenciana de “portavoz” en el parlamento autonómico-. 
Ha sido Director de la Campaña del PPCV en las elecciones del 28 de mayo -tras las que Carlos Mazón ha sido elegido nuevo President de la Generalitat Valenciana, al pasar el PP de 19 a 40 diputados- y después también ha dirigido de la campaña de las elecciones generales del 23 de julio de 2023 en la Comunidad Valenciana
Ha sido Diputado en las Cortes Generales durante cuatro legislaturas, encabezando  la candidatura del Partido Popular de Castellón en dos ocasiones. En el Congreso ha sido Portavoz de Fomento (2015-2019), Portavoz de la Comisión Constitucional (2004-2011) y de Asuntos Sociales en el Grupo Parlamentario Popular. Además ha sido miembro de diversas comisiones como Presupuestos, Educación, Pacto de Toledo, Agricultura y Cultura.
De 2002 hasta el año 2004 fue director general de Fomento de la Economía Social y del Fondo Social Europeo del Ministerio de Trabajo y Asuntos Sociales.
En el ámbito local, ha sido concejal de Segorbe desde 2011 a 2019 y Vicepresidente primero de la Diputación de Castellón (2011-2015) ocupándose del área económica de la institución.
En el XIV congreso provincial del Partido Popular de Castellón, celebrado en Peñíscola el 3 de junio de 2017, fue elegido presidente del Partido Popular de Castellón con el 98% de los votos.